# هنرييت إيفون شتال
هنرييت إيفون شتال (بالرومانية: Henriette Yvonne Stahl)‏ هي مترجمة وكاتِبة رومانية، ولدت في 1 سبتمبر 1900 في Saint-Avold ‏ في فرنسا، وتوفيت في 25 مايو 1984 في بوخارست في رومانيا.